# Billy Yule
William „Billy“ Yule je americký rockový bubeník, nejvíce známý jako člen newyorské skupiny The Velvet Underground, do které přišel v roce 1970. Ve skupině již dříve hrál jeho bratr, multiinstrumentalista Doug Yule. Ve skupině na několik vystoupení nahradil v té době těhotnou Maureen Tuckerovou. Z těchto koncertů vzešla koncertní nahrávka Live at Max's Kansas City. Se skupinou rovněž nahrál několik písní na její čtvrté album Loaded. Hrál na bicí značky Ludwig Drums. Později byl členem kapely The Rockets, jejímž manažerem byl Steve Sesnick, jenž spolupracoval i s The Velvet Underground. V osmdesátých letech působil ve skupině hrající novou vlnu. Později se již hudbě profesionálně nevěnoval, na bicí hrát přestal, avšak hrál na kytaru.

## Diskografie
- Loaded (1970)
- Live at Max's Kansas City (1972)
- Final V.U. 1971-1973 (2001)